# Maurice Joshua
Maurice Joshua (Chicago, 1967) è un produttore discografico e disc jockey statunitense.

## Carriera
Insieme a due suoi colleghi di Chicago, il DJ Steve "Silk" Hurley, ed Eric "E-Smoove" Miller, nel 1980, ha dato un consistente impulso della House Music. Sempre insieme ai suoi colleghi ha successivamente fondato la casa discografica, Traxx Records. Per molti fan della musica House è conosciuto per il suo singolo, This Is Acid  pubblicandolo con il nome di Maurice. L'album contempla anche brani con un mix alternato di sirene e voci sessuali femminili. La sua fama è cresciuta grazie alla collaborazione svolta con la cantante Beyoncè, per aver remixato alcuni dei suoi singoli come Crazy in Love e Single Ladies.
Nel 2004 This Is Acid è stato inserito nella colonna sonora del videogioco Grand Theft Auto: San Andreas.
Altri brani famosi di Maurice sono: Feel the Mood, Get into the Dance e I Gotta Big Dick.

## Discografia

### Album
- 1990 - Taste of Chicago (Traxx Records)
- 2000 - Hits (Traxx Records)